# Желтиков, Алексей Михайлович
Алексей Михайлович Желтиков (р. 18.04.1964, Москва) — российский учёный, доктор физико-математических наук, профессор Физического факультета МГУ.

## Биография
Окончил Физический факультет МГУ (1987).
Профессор Физического факультета МГУ (Кафедра общей физики и волновых процессов) и Международного лазерного центра МГУ.
Кандидат физико-математических наук (1990). Доктор физико-математических наук (1999).
Область научных интересов — нелинейная оптика, лазерная физика.

## Из библиографии
Автор трёх книг и более 600 научных статей, в том числе:
- Оптика микроструктурированных волокон / А. М. Желтиков. - Москва : Наука, 2004. - 281 с. : ил., табл.; 24 см.; ISBN 5-02-033074-4
- Сверхкороткие импульсы и методы нелинейной оптики / А. М. Желтиков. - М.: Физматлит, 2006. - 294 с. : ил., табл.; 22 см.; ISBN 5-9221-0693-7
- Микроструктурированные световоды в оптических технологиях / А. М. Желтиков. - М. : Физматлит, 2009. - 191 с., [2] л. цв. ил. : ил.; 23 см.; ISBN 978-5-9221-1031-0

## Награды и премии
Лауреат 
- премии Европейской Академии (1996),
- премии им. И. И. Шувалова за исследования от МГУ им. М. В. Ломоносова (2000),
- премии Scopus Awards.